# 7 miliardów igieł
7 miliardów igieł (jap. 70億の針 70 oku no hari) – manga autorstwa Nobuakiego Tadano, publikowana na łamach magazynu „Gekkan Comic Flapper” wydawnictwa Media Factory od marca 2008 do lutego 2010. Inspiracją dla niej była powieść science fiction z 1950 roku pt. Needle autorstwa Hala Clementa.
Polski przekład ukazał się nakładem wydawnictwa Japonica Polonica Fantastica.

## Fabuła
Historia koncentruje się wokół Hikaru Takabe, samotnej nastolatki, która w tajemnicy jest nosicielką istoty znanej jako Horizon, poszukującej międzygalaktycznego mordercy mającego na celu zgładzenie ludzkości.

## Publikacja serii
Seria była publikowana w magazynie „Gekkan Comic Flapper” od 5 marca 2008 do 5 lutego 2010. Wydawnictwo Media Factory zebrało jej rozdziały w 4 tankōbonach, wydawanych od 22 listopada 2008 do 23 marca 2010.
| Nr | Język japoński       | Język japoński         | Język polski     | Język polski           |
| Nr | Data wydania         | ISBN                   | Data wydania     | ISBN                   |
| -- | -------------------- | ---------------------- | ---------------- | ---------------------- |
| 1  | 22 listopada 2008    | ISBN 978-4-8401-2291-7 | czerwiec 2013    | ISBN 978-83-7471-311-5 |
| 2  | 23 kwietnia 2009     | ISBN 978-4-8401-2559-8 | czerwiec 2013    | ISBN 978-83-7471-311-5 |
| 3  | 23 października 2009 | ISBN 978-4-8401-2924-4 | październik 2013 | ISBN 978-83-7471-312-2 |
| 4  | 23 marca 2010        | ISBN 978-4-8401-2993-0 | październik 2013 | ISBN 978-83-7471-312-2 |

## Odbiór
Manga została nominowana do nagrody Eisnera w kategorii najlepsza adaptacja innego dzieła w 2011 roku.
Deb Aoki z About.com powiedziała, że „7 miliardów igieł to solidna i wciągająca lektura sci-fi/akcji, która zdecydowanie jest warta uwagi”, i pochwaliła „klarowną i bezpośrednią narrację graficzną”, ale skrytykowała „nieoryginalne projekty postaci”, mówiąc: „czy wszystkie japońskie uczennice wyglądają jak rodzeństwo, tylko z różnymi fryzurami?”. Aoki zauważyła również, że fabuła jest w zasadzie taka sama jak w serii Pasożyt. Pisząc dla portalu Anime News Network, Carlo Santos opisał mangę jako „nowoczesną, dopracowaną i pełną mocnej akcji”. Zwrócił też uwagę, że ostatecznie „misja Hikaru jako Zwyczajnej Nastolatki, Która Cudem Odkrywa Specjalne Umiejętności I Teraz Musi Ocalić Świat jest dokładnie taka jak wszystkie inne”.
Scott Green z Ain’t It Cool News uznał, że „7 miliardów igieł… może to była moja porażka, że nie rozgryzłem tego wcześniej, ale gdy znaczenie tytułu stało się jasne, okazało się ono całkiem genialne”. Green pochwalił „sposoby, w jakie manga bawi się percepcją, zmysłami i połączeniem z obcą inteligencją – to właśnie takie elementy sprawiają, że science fiction staje się interesujące”, ale zauważył, że „nie udaje się to na tyle, by seria stała się jedną z tych, które naprawdę wciągają i których nie można odłożyć”. Chris Kirby piszący dla Mania Entertainment stwierdził, że to „bardzo ekscytująca seria, ponieważ unika typowych pułapek, w jakie często wpadają tego typu historie”. Dodał również, że bardzo chciałby „zobaczyć tę serię w wersji animowanej, ze względu na czystą i atrakcyjną kreskę oraz dojrzałość całej fabuły”.
Joseph Luster z Otaku USA napisał, że „momentami kreska Tadano wydaje się nieco amatorska; pełno tu niezręcznych póz i kątów, głównie jeśli chodzi o ludzkie postacie. Jednak nadrabia to z nawiązką w niemal każdym innym aspekcie”. Luster dodał też, że „to szybka i dobrze skonstruowana opowieść, która – mimo wspomnianych niedociągnięć – jest jednym z lepszych przykładów mangi science fiction dostępnych obecnie na rynku”. Carlo Santos w innej recenzji napisał: „uwielbiam to, że zakończenie 7 miliardów igieł opiera się na zdolności ludzkości do miłości. To piękne, poruszające przesłanie w serii, w której tak wiele akcji skupia się na fantastycznych, nieludzkich zjawiskach”, ale zaznaczył, że „wraz z narastaniem mocy, finałowa walka zamienia się w dziwaczny, kosmiczny pokaz świateł, który bardziej pasowałby do Dragon Balla niż do przemyślanego arcydzieła science fiction”.